# Ян II ван Егмонт
Ян II ван Егмонт, Йохан II от Егмонт (на нидерландски: Jan II van Egmont, Jan met de bellen; на немски: Jan II von Egmond, Jan mit den Glocken, * ок. 1385, † 19 юли 1451, Егмонт-Бинен) от Дом Егмонт, е господар на Егмонт от 1417 до 1423 г. и регент в Херцогство Гелдерн от 1423 до 1433 г.

## Произход и управление
Той е син на Аренд от Егмонт (1340- 9 април 1409) и съпругата му Йоланда от Лайнинген († 24 април 1434), дъщеря на Фридрих VII от Ленинген и Йоланда от Юлих. Брат е на Вилхелм от Егмонт (ок. 1387 – 1451).
Ян II е наричан също Ян с камбаните по изображението на камбани на оборудването му. Той наследява през 1417 г. в господство Егмонт Вилхелм I. Ян II е симпатизант на градската партия на Кабеляус и така е противник на граф Вилхелм VI от Холандия. Той загубва земите си през Аркелската война (1401 – 1412), но след смъртта на Вилхелм VI става господар на Ижселщайн (Baronie IJsselstein).
За своя син Арнолд той е регент в Херцогство Гелдерн от 1423 до 1436 г. след херцог Райналд IV (* 1365, † 25 юни 1423). Той сменя господството Ленинген с господство Лердам.

## Фамилия
Ян II се жени на 24 юни 1409 г. за Мария ван Аркел († 18 юли 1415), дъщеря на Ян V ван Аркел (1362 – 1428) и Йохана от Юлих († 1394), дъщеря на херцог Вилхелм II от Юлих (1325 – 1393) и Мария от Гелдерн (1328 – 1397), дъщеря на херцог Райналд II (1295 – 1343). Той има двама сина:
- Арнолд от Егмонт (1410 – 1473), херцог на Гелдерн
- Вилхелм от Егмонт (1412 – 1483), господар на Егмонт